# Andreas Borgman
Pour les articles homonymes, voir Borgman.
Andreas Borgman (né le 18 juin 1995 à Stockholm en Suède) est un joueur professionnel suédois de hockey sur glace. Il évolue au poste de défenseur.

## Biographie
Formé au Huddinge IK, il rejoint l'équipe de jeunes du Timrå IK. Il devient professionnel avec cette équipe en 2012-2013. 
Après un passage en 2015-2016 avec le VIK Västerås HK en deuxième division suédoise, il rejoint le HV 71 qui évolue dans le championnat élite du pays. Il aide le HV 71 à remporter le championnat de Suède après avoir gagné la finale contre le Brynäs IF. Avec 15 points en 45 parties durant la saison régulière, mais aussi 10 points en 14 parties durant les séries, la saison de Borgman est couronnée par le titre de recrue de l'année dans la ligue.
Il quitte la Suède après avoir signé un contrat de deux ans avec les Maple Leafs de Toronto dans la Ligue nationale de hockey le 16 mai 2017.

## Statistiques

### En club
| Saison     | Équipe                 | Ligue       |    | Saison régulière | Saison régulière | Saison régulière | Saison régulière | Saison régulière |   | Séries éliminatoires | Séries éliminatoires | Séries éliminatoires | Séries éliminatoires | Séries éliminatoires |
| Saison     | Équipe                 | Ligue       | PJ | B                | A                | Pts              | Pun              | PJ               | B | A                    | Pts                  | Pun                  |                      |                      |
| 2012-2013  | Timrå IK               | Elitserien  | 3  | 0                | 0                | 0                | 0                | 2                | 0 | 0                    | 0                    | 0                    |                      |                      |
| 2013-2014  | Timrå IK               | Allsvenskan | 18 | 0                | 0                | 0                | 2                | -                | - | -                    | -                    | -                    |                      |                      |
| 2013-2014  | Kovlands IF            | Division 1  | 1  | 0                | 0                | 0                | 0                | -                | - | -                    | -                    | -                    |                      |                      |
| 2014-2015  | Timrå IK               | Allsvenskan | 46 | 2                | 4                | 6                | 45               | -                | - | -                    | -                    | -                    |                      |                      |
| 2015-2016  | VIK Västerås HK        | Allsvenskan | 52 | 5                | 11               | 16               | 44               | -                | - | -                    | -                    | -                    |                      |                      |
| 2016-2017  | HV 71                  | SHL         | 45 | 5                | 10               | 15               | 26               | 14               | 2 | 8                    | 10                   | 6                    |                      |                      |
| 2017-2018  | Maple Leafs de Toronto | LNH         | 48 | 3                | 8                | 11               | 28               | 0                | 0 | 0                    | 0                    | 0                    |                      |                      |
| 2017-2018  | Marlies de Toronto     | LAH         | 25 | 4                | 5                | 9                | 23               | 2                | 0 | 0                    | 0                    | 2                    |                      |                      |
| 2018-2019  | Marlies de Toronto     | LAH         | 45 | 4                | 13               | 17               | 43               | 13               | 1 | 1                    | 2                    | 6                    |                      |                      |
| 2019-2020  | Rampage de San Antonio | LAH         | 53 | 2                | 14               | 16               | 42               | -                | - | -                    | -                    | -                    |                      |                      |
| 2020-2021  | Ässät                  | Liiga       | 19 | 3                | 10               | 13               | 26               | -                | - | -                    | -                    | -                    |                      |                      |
| 2020-2021  | Lightning de Tampa Bay | LNH         | 7  | 0                | 2                | 2                | 4                | -                | - | -                    | -                    | -                    |                      |                      |
| 2020-2021  | Crunch de Syracuse     | LAH         | 12 | 3                | 2                | 5                | 8                | -                | - | -                    | -                    |                      |                      |                      |
| Totaux LNH | Totaux LNH             | Totaux LNH  | 55 | 3                | 10               | 13               | 32               | 0                | 0 | 0                    | 0                    | 0                    |                      |                      |

### En équipe nationale
| Année | Équipe    | Compétition                  |   | PJ | B | A | Pts | Pun      |  | Résultat |
| 2013  | Suède U18 | Championnat du monde -18 ans | 5 | 0  | 1 | 1 | 6   | 5e place |  |          |

## Trophées et honneurs personnels
- 2016-2017 :
  - remporte l'Årets rookie de la meilleure recure de la SHL.
  - champion de Suède avec le HV 71.